# Привокзальный переулок (Одесса)
Привокзальный переулок — улица в Одессе. Находится в Приморском районе между Пантелеймоновской улицей и Итальянским бульваром.

## История
Проходил между зданиями судебных установлений и Александровским полицейским участком и назывался Судебным
Современное название получил из-за близости к вокзалу Одесса-Главная.

## Достопримечательности

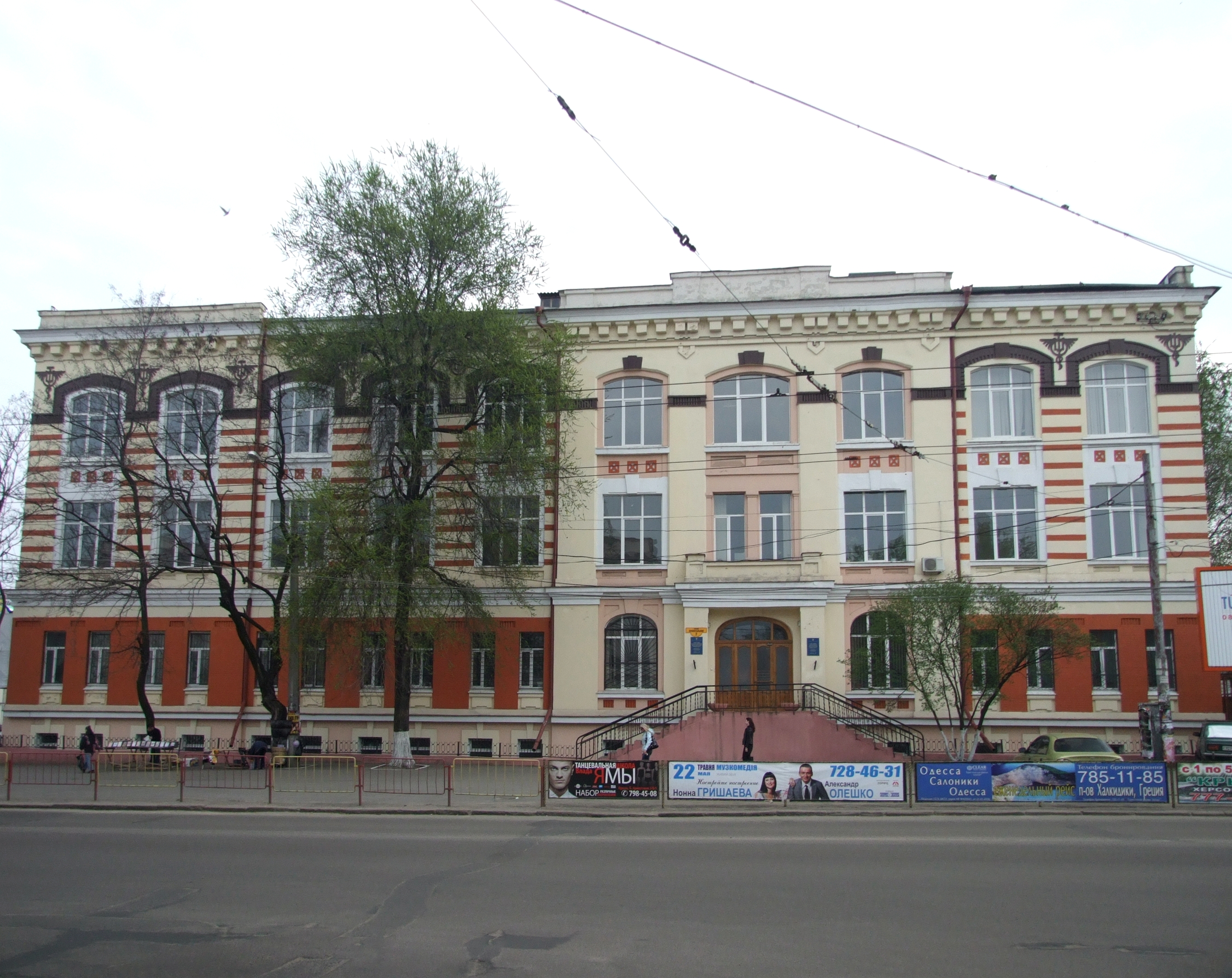
Корпус № 3

Бывшая торговая школа общества взаимного вспоможения приказчиков города Одессы (1903, Нестурх Ф. П., ныне — Корпус № 3 Одесского национального экономического университета)